# Dendrelaphis inornatus
Dendrelaphis inornatus là một loài rắn trong họ Rắn nước. Loài này được Boulenger mô tả khoa học đầu tiên năm 1897.